# Élections locales écossaises de 2012 à East Dunbartonshire
Pour un article plus général, voir Élections locales écossaises de 2012.

Les élections locales écossaises de 2012 à East Dunbartonshire se sont tenues le 3 mai 2012.

## Composition du conseil
Majorité absolue : 13 sièges
| Parti                                       | Sièges |
| ------------------------------------------- | ------ |
| Travailliste                                | 8 / 24 |
| SNP                                         | 8 / 24 |
| Libéraux-démocrates                         | 3 / 24 |
| Conservateur                                | 2 / 24 |
| Alliance indépendante d'East Dunbartonshire | 2 / 24 |
| Indépendant                                 | 1 / 24 |